# Витязовце
Витязовце (словац. Víťazovce) — село и одноимённая община в районе Гуменне Прешовского края Словакии. В письменных источниках начинает упоминаться с 1545 года.

## География
Село расположено в юго-восточной части края, в южной части Низких Бескид, в долине реки Гатки, при автодороге 3826. Абсолютная высота — 185 метров над уровнем моря. Площадь муниципалитета составляет 5,57 км².

## Население
| Год:                | 1994 | 2004    | 2014    | 2024    |
| ------------------- | ---- | ------- | ------- | ------- |
| Количество человек: | 347  | 345     | 313     | 321     |
| Разница:            |      | −0,57 % | −9,27 % | +2,55 % |

По данным последней официальной переписи 2011 года, численность населения Витязовце составляла 322 человека.